# Brytyjskie Wyspy Dziewicze na Letnich Igrzyskach Olimpijskich 1984
Brytyjskie Wyspy Dziewicze na Letnich Igrzyskach Olimpijskich 1984 reprezentowało 9 zawodników.

## Lekkoatletyka
- Guy Hill

bieg na 100 m - odpadł w eliminacjach
- Lindel Hodge

bieg na 200 m - odpadł w eliminacjach
- Dean Greenaway

bieg na 400 m - odpadł w eliminacjach
- Jerry Molyneaux

bieg na 800 m - odpadł w eliminacjach
- Guy Hill, Lindel Hodge, Dean Greenaway, Jerry Molyneaux

sztafeta 4 x 100 m - odpadli w eliminacjach

## Żeglarstwo
- Keith Barker, Peter Barker

Dwójka wagi ciężkiej - 25. miejsce
- Elvet Meyers, Keith Thomas, Robin Tattersall

klasa Soling - 21. miejsce